# Giovanni de’ Rossi

Wappen der Rossis.

Giovanni de’ Rossi, genannt Il Diseredato (dt.: der Enterbte) (* 21. November 1431 in San Secondo; † 1502 ebenda), war ein italienischer Condottiere und Adliger, sowie 5. Graf von San Secondo.

## Biografie
Giovanni de’ Rossi, der erstgeborene, eheliche Sohn von Pier Maria II. de’ Rossi, dessen Mutter Antonia Torelli war, wurde am 21. November 1431 geboren. Er hatte häufig Konflikte mit seinem Vater, vor allen Dingen in politischer Hinsicht, sodass dieser ihn schließlich in seinem Testament von 1464 enterbte, während er seine Söhne Guido und Bernardo, sowie seinen unehelichen Sohn Ottaviano zu Erben bestimmte.
Deshalb lebte Giovanni arm im französischen Exil und band sein Schicksal an des der Könige von Frankreich, ohne aber je seine legitimen Rechte aufzugeben, die ihm verweigert worden waren. Es war jedoch vorhersehbar, dass die Nachfolge von Pier Maria II. noch schwieriger werden würde, als man allgemein meinte: Der Graf starb am 1. September 1482 im Castello di Torrechiara mitten im Krieg der Rossis, in dem er gegen die Truppen der Sforzas unter Ludovico Sforza und seinen Sohn Guido stand. Letzterer versuchte einen letzten Widerstand 1483 in der Rocca dei Rossi in San Secondo und floh dann nach Venedig, wo er 1490 verstarb. Aus diesem Krieg hielt sich Giovanni heraus, auch wenn er sich auf der Pro-Force-Linie seines Bruders Bertrando hielt.
In den Vereinbarungen, die 1484 im Frieden von Bagnolo festgelegt wurden, wurde niedergelegt, dass die Rossis nicht wieder in ihre Lehen eingesetzt würden; daher blieb der Streit über dynastische Nachfolge lediglich formal, auch wenn der „ziemlich alte“ Giovanni dank seiner guten Beziehungen zu Gian Giacomo Trivulzio 1493 von diesem selbst das Lehen San Secondo zurückerhielt.
In den Jahren 1497–1499 waren Giovanni de’ Rossi und Gian Giacomo Trivulzio in Diensten der Franzosen und 1499, nach dem Tod von Ludovico Sforza, bestätigte König Ludwig XII. von Frankreich offiziell die Wiedereinsetzung Giovannis in seine Lehen.
Giacomo starb 1502 in San Secondo und hinterließ die Grafschaft seinem Sohn Troilo I.

## Verwandte
Giovanni heiratete Angela Scotti Douglas, die Tochter von Francesco Scotti Douglas, Graf von Carpaneto und Vigoleno. Er hatte mit ihr vier Kinder:
- Troilo I. (der nicht wie die anderen im Testament seines Großvaters von 1464 erwähnt ist)[6][7][8]
- Ettore de’ Rossi
- Alessandro de’ Rossi
- Pentesilea de’ Rossi

## Sonstiges
Das Testament von Pier Maria II. de’ Rossi führte, ohne aufgrund höherer Gewalt den unmittelbaren Streit der beiden Brüder zu verursachen, zur Abrechnung unter deren Nachkommen fast 60 Jahre nach der entscheidenden Schlacht von San Secondo 1522.